# Cheiracanthium caudatum
Cheiracanthium caudatum is een spinnensoort uit de familie Cheiracanthiidae.
De wetenschappelijke naam van de soort werd in 1887 gepubliceerd door Tord Tamerlan Teodor Thorell.